# Српска православна црква Светих арханђела у Ковину
Српска Православна црква Светих арханђела у Ковину је саграђена у периоду од 1777. до 1780. године. Представља непокретно културно добро као споменик културе од великог значаја.
Ковинска православна црква је посвећена Светим арханђелима Михаилу и Гаврилу. Обновљена је 1887. године, коју је извео Аугустин Козанек из Панчева, што говори запис на полеђини иконе на Богородичином трону, али без података шта је том приликом урађено. Основну архитектонску конструкцију држе стубићи у два реда, а орнаментика је најчешће састављена од уобичајених биљних барокно-класицистичких мотива.
Иконостас је највероватније настао убрзо по изградњи храма са резбаријом врхунског квалитета, чији се рад може приписати познатој новосадској породици Марковић. Сматра се да су иконе непознатог мајстора настале у периоду између 1780. и 1805. године. Иконе на архијерејском и Богородичином трону стилски су сасвим блиске престоним. Оне су готово идентичне иконама из суседног села Гаја из 1802. године, па је чак вероватно да их је радио исти мајстор. Унутрашњост цркве је готово сва исликана, али је због чађи која се наталожила тешко утврдити шта је све представљено. Арсеније Јакшић, који је осликавао вршачку Саборну цркву, извео је неколико слика на лиму за ковинску богомољу, па је могуће да је он и аутор живописа. Целивајуће иконе из око 1770. године приписују се Теодору или Димитрију Поповићу. У цркви се чува већи број покретних икона и слика различитих аутора, насталих током прошлог столећа.